# Barrage Chūzenji
Le barrage Chūzenji (中禅寺ダム, Chūzenji-damu), est un barrage du Japon situé à Nikkō, dans la préfecture de Tochigi. Construit à la fin des années 1950, il sert à réguler le débit des eaux du cours supérieur de la rivière Daiya, exutoire du lac Chūzenji.

## Géographie

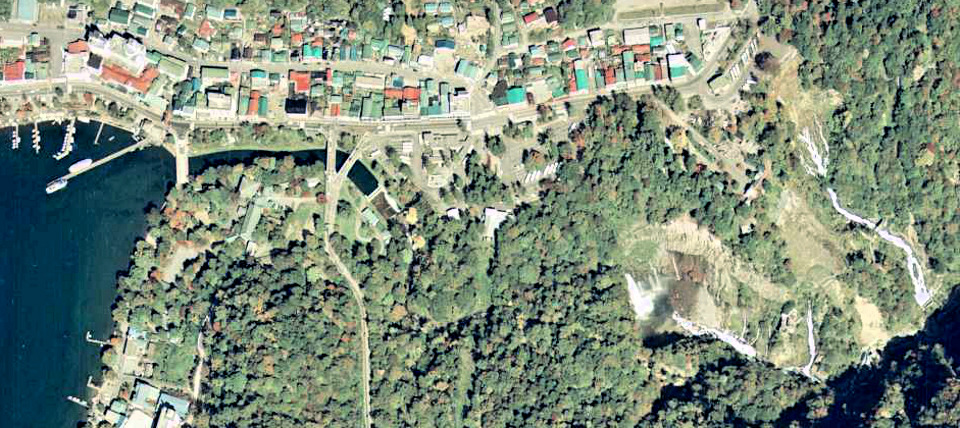
Le barrage Chūzenji vu du ciel, entre le lac Chūzenji et les chutes de Kegon (1976).

Le barrage Chūzenji est entièrement situé dans la ville de Nikkō (préfecture de Tochigi), sur l'île Honshū, au Japon. Il barre le cours de la rivière Ōjiri, autre nom de la rivière Daiya, du lac Chūzenji, source de la rivière, jusqu'aux chutes de Kegon,.

## Histoire
Dans les années 1950, l'aménagement du bassin de la rivière Kinu, un affluent de rive gauche du fleuve Tone dans la plaine de Kantō, est envisagé par les autorités préfectorales. Les plans de construction d'un barrage sur le cours supérieur de la rivière Daiya, un affluent de rive droite de la rivière Kinu entièrement compris dans la ville de Nikkō, sont établis en novembre 1954. Les travaux débutent en juillet 1957. L'ouvrage hydraulique, qui remplace un ancien seuil d'une hauteur de 2,4 m, est terminé en mars 1960,. Dans les années 1990, des travaux de modernisation des installations de contrôle de l'activité du barrage et de renforcement de sa capacité de régulation des inondations sont réalisés de 1991 à octobre 1999 par l'entreprise Tokyu Construction (ja),.
Selon la loi sur les cours d'eau (ja) de 1964, qui, dans sa définition d'un barrage, fixe la hauteur à au moins 15 m, le barrage Chūzenji n'en est pas un. Cependant, sa construction et sa reconnaissance en tant qu'ouvrage hydraulique de type barrage antérieurement à la législation le qualifient tout de même comme barrage.

## Caractéristiques
Le barrage Chūzenji est un ouvrage de type poids, construit en béton. La longueur du couronnement est de 25,1 m, son épaisseur en crête de 4 m. Le cube total de maçonnerie est de 1 886 m3,. Le niveau de retenue normale du barrage est de 1,7 m, sa capacité totale de retenue d'eau de 25 100 000 m3. L'ouvrage a été dimensionné en référence au passage, vers la fin de l'été 1949, du typhon Kitty (ja). Il supporte un débit maximum d'entrée de 517 m3/s, et maintient un débit de sortie de 94 m3/s. Des stations de surveillance du niveau d'eau (l'une installée sur la plage Uta, en amont de la rivière Ōjiri, l'autre sur la plage Shōbu, delta de la rivière Yu, le tributaire principal du lac Chūzenji) et des précipitations (la station Senju, sur la plage Senju, située sur la rive ouest du lac) complètent l'installation hydraulique.

## Utilité
Le barrage Chūzenji a été conçu pour contrôler le niveau d'eau du lac Chūzenji et limiter les variations de débit de la rivière Daiya. L'écrêtement des crues durant la saison pluvieuse (juin à septembre) permet de protéger des inondations les habitations construites le long du cours d'eau, et, pendant la saison sèche, le soutien d'étiage assure le niveau d'eau nécessaire à l'irrigation des terres cultivées. La stabilisation du niveau d'eau du lac doit garantir durablement la préservation de la vie aquatique (notamment l'habitat piscicole), la qualité des eaux, et, par suite, l'attrait touristique du lac et de ses environs immédiats. Le contrôle du débit sortant du lac doit permettre la régulation de l'alimentation en eau des centrales hydroélectriques bâties sur le cours inférieur de la rivière Daiya par les entreprises Furukawa Electric et Tokyo Electric Power Company,.